# The building blocks of life
The building blocks of life is een Hongkongse TVB-serie die eind 2007 werd uitgezonden op TVB Jade. Het beginlied "深情" is gezongen door David Lui.

## Rolverdeling
| Acteur / Actrice        | Rol (Engelse naam) | Rol (Chinese naam)        |
| ----------------------- | ------------------ | ------------------------- |
| Alex Fong Chung-Sun     | Isaac              | Chung Kwok-Keung (鍾國強) |
| Christine Ng            | Winnie             | Ching Wai-Yee (程慧儀)    |
| Tavia Yeung             | Freeda / Ah da     | Cheung Mun-Ching (張文政) |
| Power Chan              | Brian              | Yeung Chi-Hin (楊子軒)    |
| Chung King Fai          | Preston / SY       | Kwong Shing-Yu (江承宇)   |
| Chris Lai               |                    | Choi Chi-Yin (蔡志賢)     |
| Natalie Tong            | Veronica / On-Kiu  | Kwong On-Kiu (江安蕎)     |
| Anne Heung              | Lily               | Cheung Lay (張莉)         |
| Kingdom Yuen (苑瓊丹)   |                    | Chung Kwok-Mei (鍾國美)   |
| Li Gwok-leon (李國麟)   |                    | Chen Wai-Chiu (陳偉昭)    |
| Timmy Hung (洪天明)     |                    | Chow Lap-Chun (周立春)    |
| Yvonne Lam (林漪娸)     | Lois               | Kwok Wing-Seung (郭詠湘)  |
| Sam Chan                | Don                | Sing Dai-Yip (成大業)     |
| Li Ga-ding (李家鼎)     |                    | Ching Kin (程堅)          |
| Li Sing-cheung (李成昌) |                    | Sing Ga-Wor (成家和)      |
| Leanne Li               |                    | Heung Ching (向晴)        |
| Fanny Ip (葉凱茵)       |                    | But Ho-Wan (畢可韻)       |
| Otto Chan (陳志健)      |                    | Lai Yiu-Fai (黎耀輝)      |
| Rachel Kan (簡慕華)     |                    | Chen Yeen-Fong (陳燕芳)   |
| Savio Tsang             | Matt               |                           |

## Verhaal
Het verhaal begint bij Isaac, die een opkomende architect is in een bouwbedrijf. Hij zou gaan trouwen met Winnie. Vlak voor dat ze gaan trouwen, wordt hij verliefd op Freeda. Winnie was boos op Freeda, omdat ze haar huwelijk en relatie met Isaac verstoorde. Ze wordt psychisch verstrooid, waardoor ze Isaac de hele tijd verdenkt van verliefd zijn op andere vrouwen. Snel wordt het werk van Isaac verstoord, omdat haar vrouw steeds paranoïder wordt. Brian, een andere opkomende architect zou proberen in het bedrijf van Isaac te komen. Maar Isaac blijft toch het toptalent.
Welcome to the house 高朋滿座 · Best selling secrets 同事三分親 · The conquest 爭霸 · Ten brothers 十兄弟 · War and destiny 亂世佳人 · A change of destiny 天機算 · The family link 師奶兵團 · The green grass of home 緣來自有機 · Devil's disciples 強劍 · Fathers and sons 爸爸閉翳 · Steps 舞動全城 · Men don't cry 奸人堅 · Word twisters' adventures 鐵咀銀牙 · The building blocks of life 建築有情天 · The brink of law 突圍行動 · Best bet 迎妻接福 · Life art 寫意人生 · Heart of greed 溏心風暴 · On the first beat 學警出更 · The drive of life 歲月風雲 · The ultimate crime fighter 通天幹探 · Marriage of inconvenience 兩妻時代 · Survivor's law II 律政新人王II · The colours of love 森之愛情 · Heavenly in-laws 我外母唔係人 · The slicing of the demon 凶城計中計 · Phoenix rising 蘭花劫